# 谢尔盖·博利沙科夫
谢尔盖·彼得罗维奇·博利沙科夫（俄语：Сергей Петрович Большаков，1918年—1960年），苏联红军上尉、苏德战争参与者、苏联英雄（1945年授勋）。

## 生平
谢尔盖·博利沙科夫于1918年12月3日出生在多尔马托沃村（今属沃洛格达州基奇缅加镇区）的农民家庭。他曾任会计，后于1934年从大乌斯秋格的合作学院毕业。1939年他应征入伍，加入了苏联红军，并于1941年6月抵达二战前线。1943年，他加入了联共（布）。1945年2月，博利沙科夫上尉指挥着乌克兰第4方面军第38集团军第6反坦克炮兵旅第426反坦克炮兵团，在解放波兰的战役中表现优异。
1945年2月初，博利沙科夫营推进到维斯瓦河边，驻扎在西岸的斯特鲁缅市。2月11日至14日，营队击退了德军的反击，并摧毁了五台德军坦克。当德军一支机关枪手分队突破到他们的阵地时，博利沙科夫令士兵们还击，最终这支德军分队被击溃。
1945年5月23日，苏联最高苏维埃主席团宣布授予谢尔盖·博利沙科夫上尉苏联英雄称号、列宁勋章和7680号金星奖章，以表彰他“跨越维斯瓦河和守卫西岸阵地时表现出的英勇无畏”。
战后，博利沙科夫上尉退出了军队。他居住在弗拉基米尔-沃伦斯基，并担任着当地贸易部门的主任。后来他搬去了尼古拉耶夫。1960年6月4日，博利沙科夫逝世，安葬在尼古拉耶夫市的墓地。
博利沙科夫还拥有红旗勋章、亚历山大·涅夫斯基勋章、卫国战争勋章、红星勋章和数个奖章。尼古拉耶夫和基奇缅加镇竖有他的半身像。

## 相关书籍
- Герои Советского Союза: Краткий биографический словарь / Пред. ред. коллегии И. Н. Шкадов. — М.: Воениздат, 1987. — Т. 1 /Абаев — Любичев/. — 911 с. — 100 000 экз. — ISBN отс., Рег. № в РКП 87-95382.